# Distretto di Vilque
Il distretto di Vilque è uno dei quindici distretti della provincia di Puno, in Perù. Si trova nella regione di Puno e si estende su una superficie di 193,29 chilometri quadrati.

Ha per capitale la città di Vilque; nel censimento 2005 si contava una popolazione di 2.947 unità.